# پاپ بندیکت دوازدهم

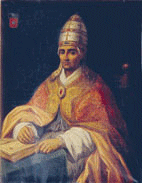
پاپ بندیکت دوازدهم

پاپ بندیکت دوازدهم (به انگلیسی: Benedict XII) یکی از پاپ‌های کلیسای کاتولیک رم بود که در فرانسه به دنیا آمد و از ۱۳۳۴ تا ۱۳۴۲ میلادی پاپ بود.